# Euphorbia mitriformis
Euphorbia mitriformis es una especie fanerógama perteneciente a la familia de las euforbiáceas. Es endémica de Somalía.

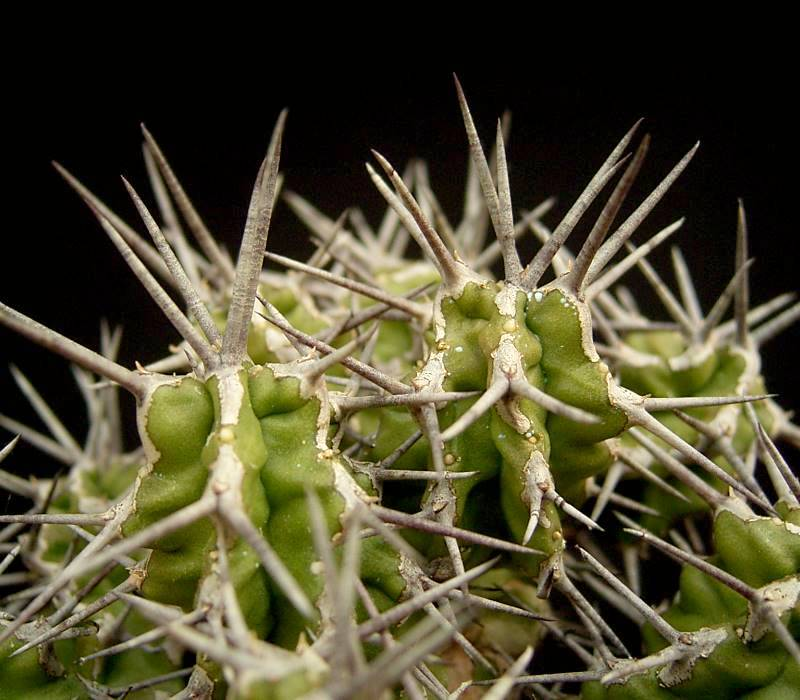
Detalle de la planta

## Descripción
Es una planta suculenta perennifolia que alcanza un tamaño de 40 cm de altura, con ramificaciones que forman densos y compactos cojines ordenados de forma cónica o redondeada de 1 m de diámetro, las ramas de 1-10 cm de largo, profundamente 5-anguladas, de ± 1,5 cm de espesor, los ángulos superficialmente dentados, con dientes de 3-5 mm; espinosas.

## Ecología
Se encuentra entre las rocas de las laderas de piedra caliza, con especies de Buxus en matorrales muy abiertos y matorrales suculentos, a veces, la planta se comprime en una apretada hendidura en la roca, a una altitud de 1220-1600 metros.
Raro en el cultivo.
Es una especie muy cercana a E. golisana (= Euphorbia phillipsiae).

## Taxonomía
Euphorbia mitriformis fue descrita por P.R.O.Bally & S.Carter y publicado en Cactus and Succulent Journal 48: 128. 1976.
Etimología
Euphorbia: nombre genérico que deriva del médico griego del rey Juba II de Mauritania (52 a 50 a. C. - 23), Euphorbus, en su honor – o en alusión a su gran vientre –  ya que usaba médicamente Euphorbia resinifera. En 1753 Carlos Linneo asignó el nombre a todo el género.
mitriformis: epíteto latín que significa "con forma de mitra".